# Велика жупа Лашва-Плива
Велика жупа Лашва-Плива (хорв. Velika župa Lašva-Pliva) — адміністративно-територіальна одиниця Незалежної Держави Хорватії (НДХ), що існувала з 5 липня 1944 до 1945 року на території сучасної Боснії та Герцеговини. 

## Адміністративний устрій
Адміністративним центром спочатку був Травник. Велика жупа складалася з районів, які називалися «котари» або «котарські області» (хорв. kotarske oblasti) і збігалися в назві з їхніми адміністративними центрами. Райони були такі:
- Бугойно
- Варцар-Вакуф
- Гламоч
- Жепче
- Зениця
- Купрес
- Травник
- Яйце

Крім того, в окрему адміністративну одиницю було виділено місто Травник.
Цивільною адміністрацією у великій жупі керував великий жупан, якого призначав поглавник Анте Павелич.

## Історія
5 липня 1944 з причин поліпшення організації та оптимізації управлінської роботи було проведено реорганізацію великих жуп, в ході якої, зокрема, розформовано велику жупу Плива і Рама і велику жупу Лашва-Глаж. Шляхом об'єднання території останньої з частиною території великої жупи Плива і Рама утворено нову велику жупу Лашва-Рама. 7 вересня 1944 р. ця велика жупа змінила назву на «Лашва-Плива». Через воєнні дії та присутність ворожих сил 5 грудня 1944 адміністративний центр було перенесено з Травника в Зеницю. 